# Ołtarz Świętej Kolumby
Ołtarz Świętej Kolumby (niderl. Columba-altaarstuk) – obraz olejny Rogiera van der Weydena, malarza reprezentującego późnogotyckie malarstwo tablicowe w Niderlandach.

## Dzieje
Ołtarz został namalowany w latach 1451–1460 dla kościoła Świętej Kolumby w Kolonii. Patrocinium kościoła, w którym umieszczono dzieło jako retabulum jednego z ołtarzy, nawiązuje do męczenniczki – Świętej Kolumby z Sens.
W XIX wieku tryptyk znalazł się w zbiorach Sulpiza Boisserée'a z Kolonii, kolekcjonera dzieł malarstwa gotyckiego, znanego również jako jeden z inicjatorów dokończenia budowy tamtejszej katedry. Król Ludwik I Wittelsbach w 1827 zakupił to dzieło, które znajduje się do dziś w Starej Pinakotece w Monachium.

## Opis i analiza
Ołtarz św. Kolumby stanowią trzy zintegrowane sceny. 
Narracja zaczyna się od sceny Zwiastowania przedstawionej na lewym skrzydle.
Scena Zwiastowania jest ukazana we wnętrzu mieszkalnym. Na pierwszym planie ukazany jest wazon z liliami. Motyw, który stanowi symbol sceny, został tu zaadaptowany również jako ozdoba wnętrza. Bogate łoże i delikatny maswerk rozety nadają bogactwo wnętrzu. Przez otwarte okno przelatuje gołąb będący symbolem Ducha Świętego. 
Środkowy obraz zawiera Pokłon Trzech Króli. Sceny te zawierają przybycie Chrystusa jako człowieka na świat. Trzej Królowie poznają go tu jako władcę świata, zaś bogobojny Symeon i prorokini Anna poznają w nim obiecanego Mesjasza. Postać Marii w intensywne ciemnobłękitnych szatach wraz z Józefem i królami tworzą silny kolorystyczny akcent w postaci skontrastowania ciemnych błękitów, czerwieni oraz ostrej żółci draperii chusty klęczącego króla, który delikatnie bierze w ręce Dzieciątko. 
W prawym skrzydle Prezentacja Chrystusa w świątyni. 
Wśród zachowanych dzieł przypisywanych Rogierowi van der Weydenowi jest to jedyny obraz z przedstawieniem Pokłonu Trzech Króli, 
Dobór tematu jest nieprzypadkowy. Przedstawienia Pokłonu Trzech Króli były popularne przede wszystkim w Kolonii. Ma to związek z kultem Trzech Króli: już od XII wieku miasto było celem licznych pielgrzymek, od czasu gdy arcybiskup koloński Rainald z Dassel sprowadził do miasta relikwie Trzech Króli, obecnie znajdujące się przy ołtarzu głównym kolońskiej katedrze. 
W XV wieku Kolonia była wielkim ośrodkiem artystycznym, działało wielu reprezentantów malarstwa tablicowego, co w historii sztuki jest nazywane szkołą kolońską, którą reprezentował m.in. Stefan Lochner. Dla Rogiera van der Weydena nie tylko treść, ale pewne cechy formalne cechujące dzieła kolońskich malarzy stanowiły inspirację. Namalowany przez Lochnera dla Rady Miasta Kolonii Ołtarz Trzech Króli jako ołtarz kaplicy ratuszowej z pewnością mógł wpłynąć na kształt dzieła namalowanego przez Rogiera, przede wszystkim jego zintegrowana kompozycja, wielopostaciowość, intensywna gama barw, podobna kolorystyka szat i poza Marii. Inspiracje widoczne są także w szczegółach, np. oba przedstawienia najmłodszego z przybyłych królów wyrażającego ściągnięciem kapelusza gest pokłonu, w pozie czy np. wyglądzie szabli. Twarze postaci cechuje swoisty wdzięk i uroda. Rogier rozwinął pewne wątki, eksponując w scenach realizm, w przeciwieństwie do bardzo wyidealizowanych postaci Lochnera. Przede wszystkim zrezygnował z Lochnerowskiej symetryczności i reprezentacyjności, by wpisać scenę w typowo niderlandzką przestrzeń i otoczenie. 
Kolejnym kolońskim motywem w tym dziele jest architektura kościoła widocznego po prawej stronie i przede wszystkim wnętrze, które jest scenerią dla Prezentacji Chrystusa w świątyni. Wygląd świątyni zdradza silne analogie z romańskim kościołem św. Gerona w Kolonii. Dobór architektury romańskiej jako tła sceny mającej związek ze starotestamentowymi postaciami Symeona i Anny nie jest przypadkowy. Wówczas często łączono motywy romańskie ze Starym, a gotyckie z Nowym Testamentem, co potwierdza obecność gotyckich przypór i dekoracja zewnętrzna kościoła czy też widok miasta z wieloma gotyckimi motywami. Lekkości wnętrzu dodaje wpisanie go w przestrzeń, ponadto jest uzupełnione sztafażem, który stanowi kilka postaci z oddali przyglądających się pełnej barw scenie Prezentacji.